# Sphaerites politus
Sphaerites politus is een keversoort uit de familie schijnspiegelkevers (Sphaeritidae). De wetenschappelijke naam van de soort werd in 1846 gepubliceerd door Carl Gustaf Mannerheim.